# Qboy
QBoy de son vrai nom Marcos Brito (Né à Basildon, Essex le 10 octobre 1978) est un rappeur britannique qui met en avant son homosexualité au travers de son rap.
Marcos Brito est né d'une mère anglaise et d'un père espagnol, étudiant à l'université De Montfort à Leicester entre 1997 et 2000, il est diplômé de danse contemporaine, d'arts du spectacle et de comédie.

## Discographie
- 2004 : Even The Women Like Him (EP) (Ain't Nuffink Butt F*cking Music)
- 2006 : Remixes Don't Count - The Mixtape
- 2007: Moxie